# Hersilia yunnanensis
Hersilia yunnanensis là một loài nhện trong họ Hersiliidae.
Loài này thuộc chi Hersilia. Hersilia yunnanensis được miêu tả năm 1993 bởi Wang, D. X. Song & Qiu.